# George Clifford III

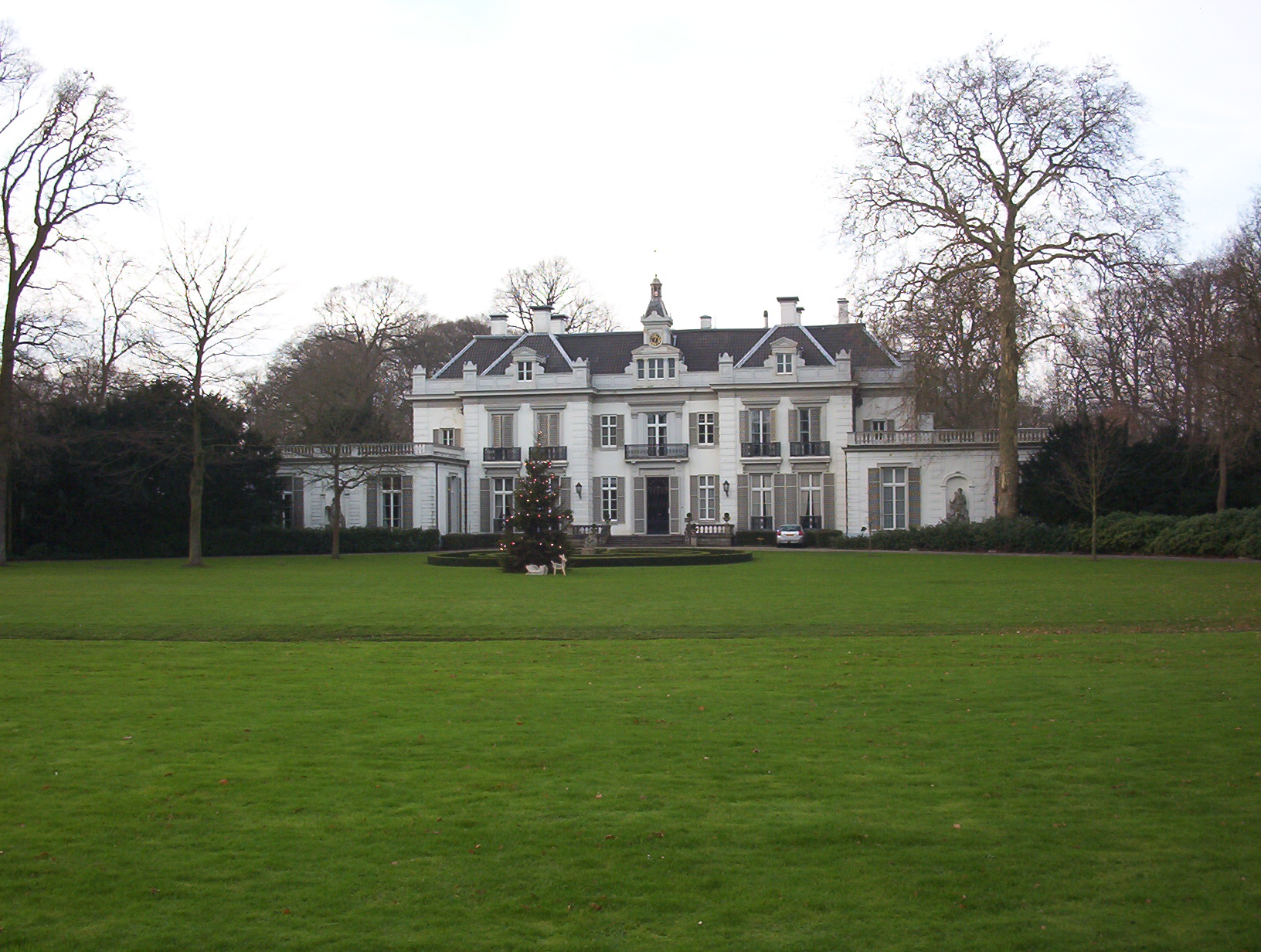
George Cliffords gods Hartekamp vars trädgård Carl von Linné beskrev i Hortus Cliffortianus.

George Clifford III, född 7 januari 1685 i Amsterdam, död 10 april 1760, var en nederländsk juris doktor och borgmästare i Amsterdam, samt Linnés mecenat.
Clifford ägde det mellan Leiden och Haarlem belägna godset Hartekamp och införskaffade som direktör för holländsk-ostindiska kompainet, till dess storartade trädgårdsanläggninger flera sällsynta växter. Linné var 1736-38 föreståndare för trädgården och beskrev dess växter i praktverket Hortus Cliffortianus (1737) och i ett annat arbete Musa Cliffortiana (1736), sedan man i trädgården i Hartecamp lyckats få den då i europeiska trädgårdar ovanliga bananplantan att blomma.
Han bidrog ekonomiskt via Linné till utköpet av Peter Artedis manuskript om iktyologin efter dennes död.
1788, 28 år efter Cliffords död, såldes Hartekamp av hans söner. 1791 såldes hans herbarium till Joseph Banks och det finns numera på Natural History Museum i London.